# Jászboldogháza, Jász-Nagykun-Szolnok
Jászboldogháza  este un sat în districtul Jászberény, județul Jász-Nagykun-Szolnok, Ungaria, având o populație de 1.752 de locuitori (2011). 

## Demografie
Componența etnică a satului Jászboldogháza
     Maghiari (98,94%)
     Necunoscut (0,33%)
     Alții (0,73%)
Componența confesională a satului Jászboldogháza
     Fără religie (5,88%)
     Reformați (3,08%)
     Necunoscută (90,58%)
     Alte religii (1,14%)
Conform recensământului din 2011, satul Jászboldogháza avea 1.752 de locuitori. Din punct de vedere etnic, majoritatea locuitorilor (98,94%) erau maghiari. Apartenența etnică nu este cunoscută în cazul a 0,33% din locuitori. Nu există o religie majoritară, locuitorii fiind persoane fără religie (5,88%) și reformați (3,08%). Pentru 90,58% din locuitori nu este cunoscută apartenența confesională.